# Nobuyuki Abe
Nobuyuki Abe (jap. 阿部信行; ur. 24 listopada 1875 w Kanazawie, zm. 7 września 1953 w Tokio) – japoński wojskowy oraz polityk. Generał Cesarskiej Armii Japońskiej. W 1939 minister spraw zagranicznych Japonii, w latach 1939–1940 premier Japonii, w latach 1944–1945 ostatni generalny gubernator Korei.

## Życiorys

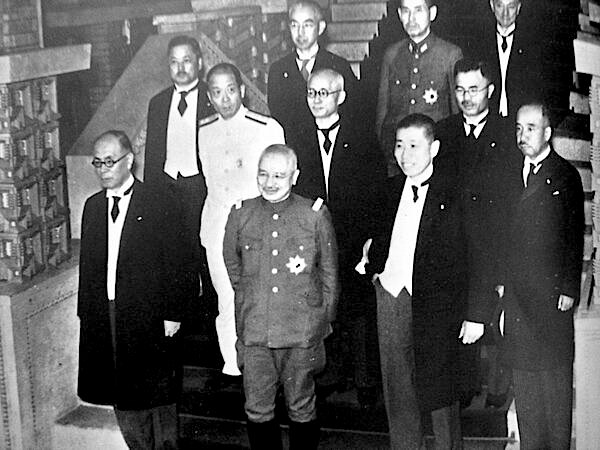
Nobuyuki Abe jako premier na czele swojego rządu 30 sierpnia 1939

Urodził się w rodzinie o tradycjach samurajskich. Jego szwagrem był admirał Shigeyoshi Inoue.
Do armii zgłosił się jako ochotnik w trakcie trwania wojny japońsko-rosyjskiej. Po zakończeniu wojny rozpoczął karierę wojskową. W 1897 ukończył Akademię Cesarskiej Armii Japońskiej. W listopadzie 1900 awansował do stopnia porucznika. Uczęszczał do Wojskowej Szkoły Artylerii, którą ukończył w grudniu 1901. W grudniu 1908 otrzymał stopień majora. W listopadzie 1910 został wysłany do Cesarstwa Niemieckiego jako attache wojskowy w ambasadzie japońskiej, w lutym 1913 został mianowany attache pomocniczym w ambasadzie Japonii w Wiedniu. W 1915 awansowany na podpułkownika, w 1918 otrzymał stopień pułkownika.
Między 1928 a 1930 był wiceministrem wojny (w 1930 przez kilka miesięcy stał na czele tego ministerstwa). Od 1933  był generałem (dowódca wojska na Formozie), by w 1936 przejść do rezerwy. W sierpniu 1939 został premierem, w wyniku czego osłabły relacje z III Rzeszą. Z powodu zachowywania neutralności wobec wojny w Europie w połowie stycznia 1940 podał się do dymisji. 
W 1940 wstąpił do Stowarzyszenia Wspierania Władzy Cesarskiej.
Kilka miesięcy potem został doradcą marionetkowego chińskiego gabinetu Wanga Jingweia. W 1944 był gubernatorem generalnym Korei. Po wojnie nie był sądzony (pomimo tego, że znalazł się na liście zbrodniarzy wojennych).

## Ordery i odznaczenia
- Wielka Wstęga Orderu Wschodzącego Słońca (1934)